# クーバ＝タバキテ＝タルパロ地域自治体
クーバ＝タバキテ＝タルパロ地域自治体(英語：Couva-Tabaquite-Talparo Regional Corporation, ( 発音))は、トリニダード・トバゴ中央の地域自治体。
2011年の人口は17万8410人。
県都はクーバ。

## 人口
- 2000年5月15日：16万2779人
- 2011年1月9日：17万8410人

## 隣接行政区画
- 北：トゥナプナ＝ピアコ地域自治体
- 北東：サングレ・グランデ地域自治体
- 南東：マヤロ＝リオ・クラロ地域自治体
- 南：プリンセス・タウン地域自治体
- 南西： サン・フェルナンド市
- 西：パリア湾（英語版）
- 北西：チャグアナス行政区

## 行政区画
- カリフォルニア（英語版）
- クーバ（英語版）：中心都市
- クラクストン・ベイ（英語版）
- セント・メアリーズ（英語版）
- タバキテ（英語版）
- タルパロ（英語版）
- ポイント・リサス（英語版）